# Бурдугуз
Бурдугу́з — посёлок в Иркутском районе Иркутской области России. Входит в Большереченское муниципальное образование.

## География
Находится на правом берегу Ангары (южнее устья реки Бурдугуз), по западной стороне Байкальского тракта, в 16 км к северо-западу от центра городского поселения, пгт Большая Речка, и в 37 км к юго-востоку от Иркутска.

## Население
| 2002 | 2010 | 2011 | 2012 |
| ---- | ---- | ---- | ---- |
| 111  | ↗126 | ↗127 | ↗138 |

По данным Всероссийской переписи, в 2010 году в посёлке проживало 126 человек (57 мужчин и 69 женщин).